# The PlayStation
The PlayStation (ザ・プレイステーション) est un magazine japonais consacré aux jeux vidéo sur consoles PlayStation et PlayStation 2. Le magazine est lancé en novembre 1994 par SoftBank avec la sortie de la PlayStation au Japon. The PlayStation totalise 400 numéros.
Le premier numéro est donc publié en novembre 1994 et le dernier en janvier 2005. Le magazine propose des tests, des previews et fournit également des soluces. The PlayStation évalue les jeux avec un système de graphiques en quatre points : les graphismes, le son, l'intérêt du jeu et la durée de vie.
Au fil du temps, le magazine se concentre moins sur les tests de jeux vidéo, à la place, il fait des sondages auprès des lecteurs de The PlayStation pour qu'ils évaluent les jeux du magazine.